# Eufemia von Adlersfeld-Ballestrem
Anna Eufemia Carolina von Adlersfeld-Ballestrem (18 de agosto de 1854 - 26 de abril de 1941) fue una novelista aristócrata alemana. Nació en Ratibor, Alta Silesia, pero más tarde se asentó en Múnich. En 1900 era una de las escritoras de entretenimiento más populares de Alemania.

## Obras seleccionadas
- Violeta (1883)
- Rosas blancas de Ravensberg (1896)
- La duquesa de Santa Rosa (1924)